# Monumento ao Migrante Nordestino
O Monumento ao Migrante Nordestino, é uma escultura em Aço corten co 
m mais de 10 metros de comprimento e mais de 5 metros de altura, peso total de mais de 20 toneladas. 
Iniciativa do Memorial do Imigrante.  Concepção artística do Arquiteto Marcos Cartum. Foi erigido no Largo da Concórdia. Fabricada em chapa de aço corten de 50mm de espessura, pela Oficina do Corten e inaugurado em Dezembro de 2010.